# Echinopsis mamillosa
Echinopsis mamillosa är en kaktusväxtart som beskrevs av Robert Louis August Maximilian Gürke. Echinopsis mamillosa ingår i släktet Echinopsis och familjen kaktusväxter. Inga underarter finns listade i Catalogue of Life.

## Bildgalleri

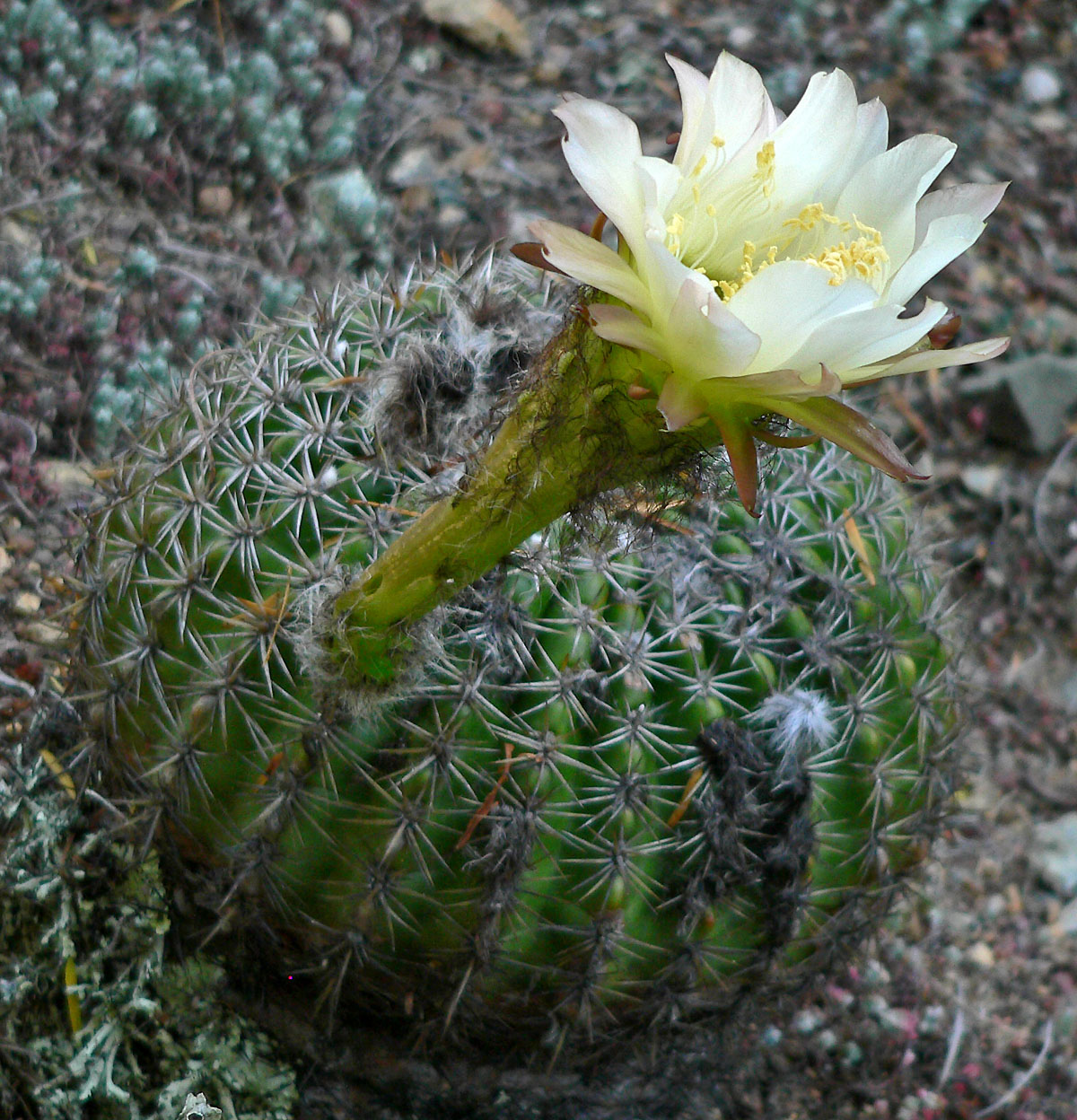
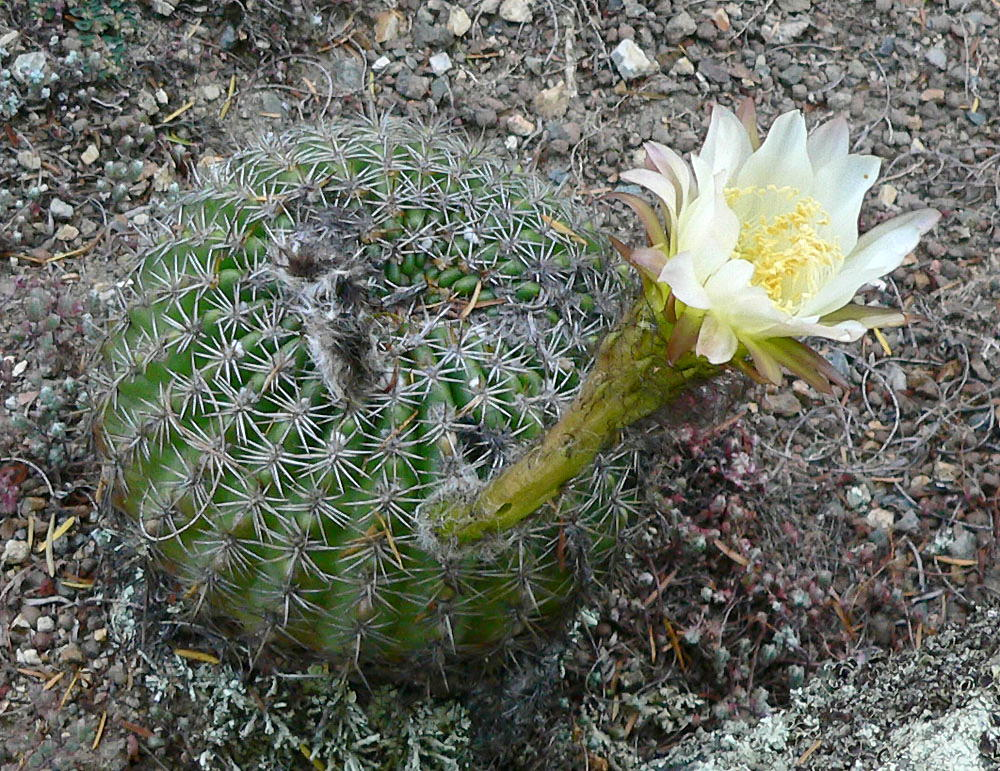
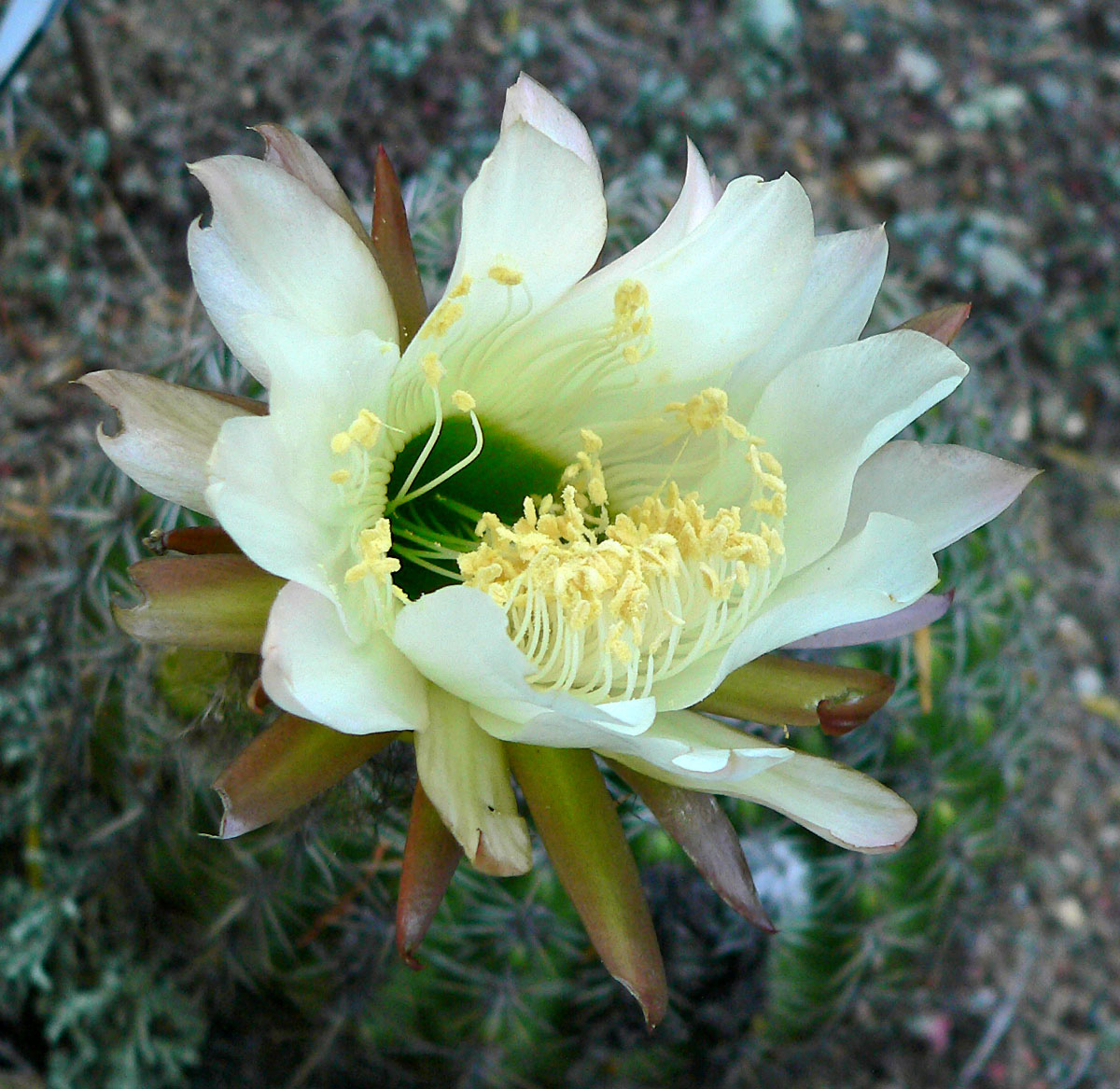
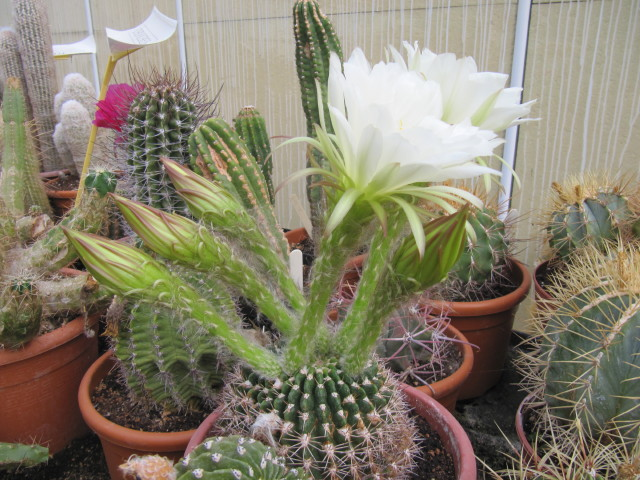
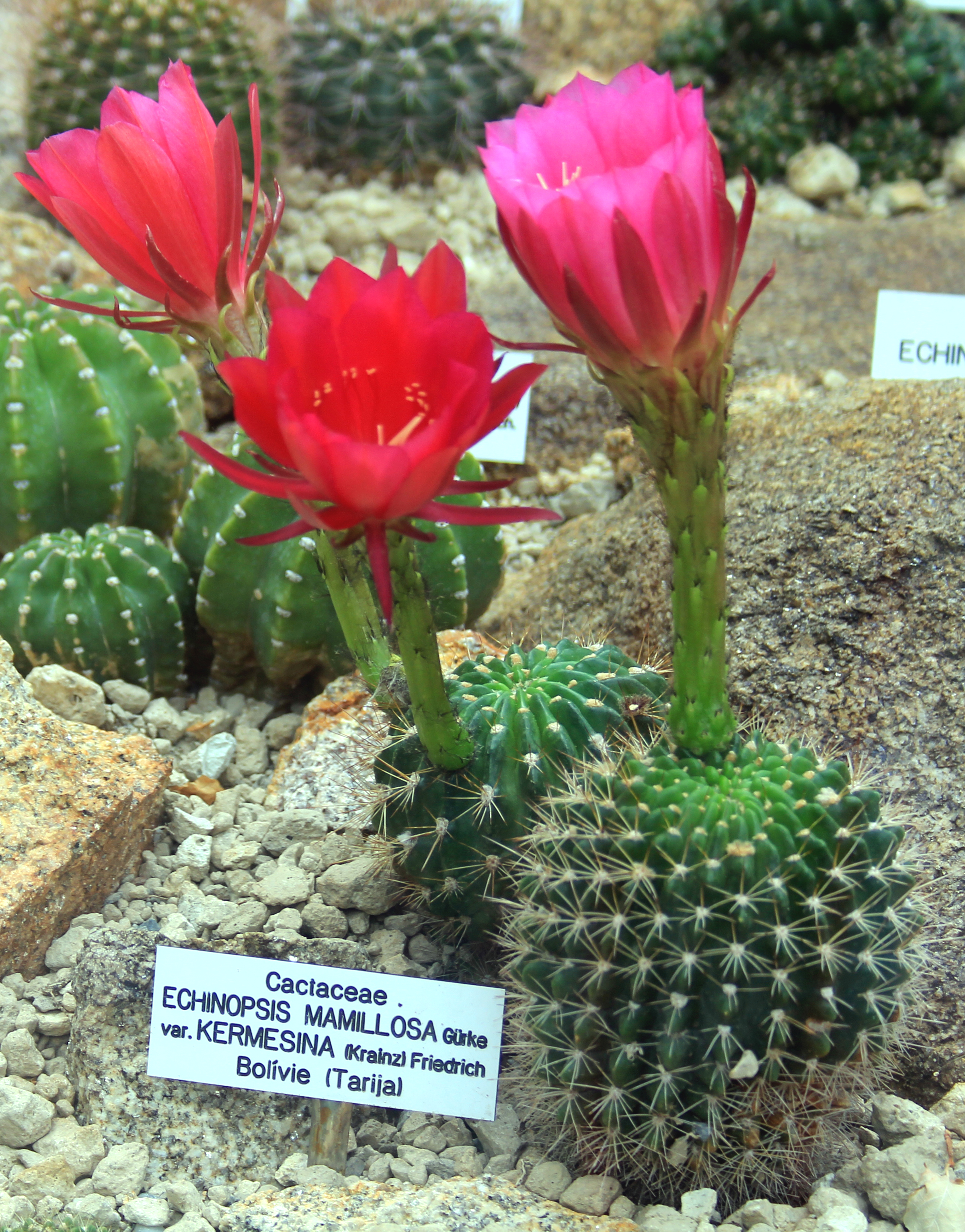
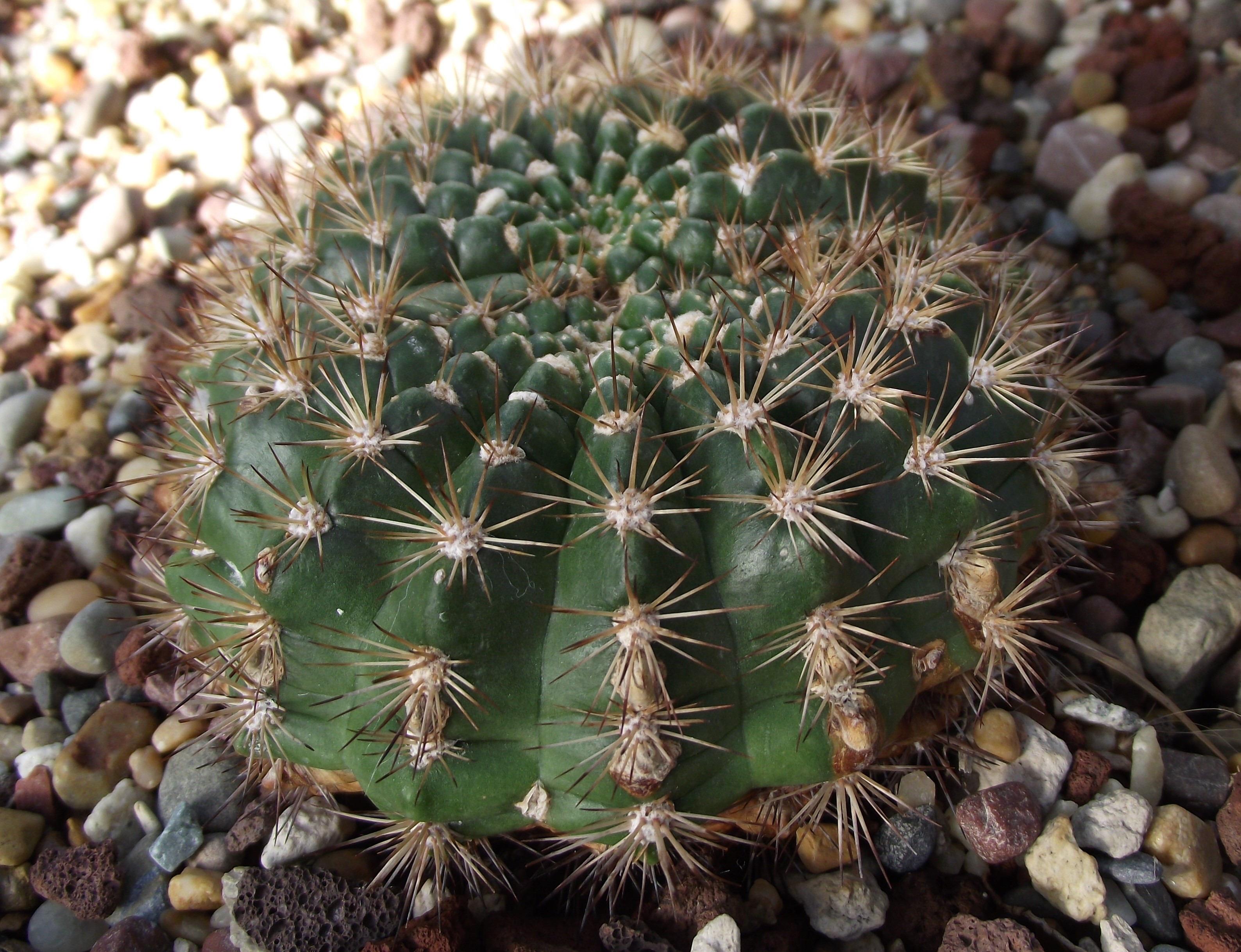